# Melitturga clavicornis
Melitturga clavicornis is een vliesvleugelig insect uit de familie Andrenidae. De wetenschappelijke naam van de soort is voor het eerst geldig gepubliceerd in 1808 door Latreille.